# Johannes Michael Buckx
Johannes Michael Buckx (Born, 6 agosto 1881 – Sittard, 22 settembre 1946) è stato un vescovo cattolico olandese.

## Biografia
Monsignor Johannes Michael Buckx nacque a Born il 6 agosto 1881 da Hubertus Mathias Buckx e Anna Judith Rutten.

### Formazione e ministero sacerdotale
Dopo la scuola entrò nell'ordine dei Sacerdoti del Sacro Cuore di Gesù. Studiò filosofia e teologia all'Università Cattolica di Lovanio e a Roma. Nel 1906 si laureò in teologia.
Il 9 giugno 1906 fu ordinato presbitero. Nel giugno del 1918 venne nominato rettore del seminario minore di Bergen op Zoom. Nell'agosto dell'anno successivo venne nominato provinciale del suo ordine.
Il 20 marzo 1921 papa Benedetto XV lo nominò amministratore apostolico del vicariato apostolico di Finlandia.

### Ministero episcopale
Il 23 maggio 1923 papa Pio XI lo nominò vicario apostolico di Finlandia e vescovo titolare di Doliche. Ricevette l'ordinazione episcopale il 15 agosto successivo dal cardinale Willem Marinus van Rossum, prefetto della Congregazione di Propaganda Fide, coconsacranti il vicario apostolico di Svezia Johann Evangelist Müller e quello di Norvegia Johannes Hendrik Olav Smit. Fu il primo vescovo cattolico a operare in Finlandia dai tempi della Riforma protestante.
Il 26 luglio 1933 papa Pio XI accettò la sua rinuncia al governo pastorale del vicariato. Tornò nei Paesi Bassi e insegnò teologia morale all'Università di Nimega.
Morì a Sittard il 22 settembre 1946 all'età di 65 anni.

## Genealogia episcopale
La genealogia episcopale è:
- Cardinale Scipione Rebiba
- Cardinale Giulio Antonio Santori
- Cardinale Girolamo Bernerio, O.P.
- Arcivescovo Galeazzo Sanvitale
- Cardinale Ludovico Ludovisi
- Cardinale Luigi Caetani
- Cardinale Ulderico Carpegna
- Cardinale Paluzzo Paluzzi Altieri degli Albertoni
- Papa Benedetto XIII
- Papa Benedetto XIV
- Papa Clemente XIII
- Cardinale Marcantonio Colonna
- Cardinale Giacinto Sigismondo Gerdil, B.
- Cardinale Giulio Maria della Somaglia
- Cardinale Carlo Odescalchi, S.I.
- Cardinale Costantino Patrizi Naro
- Cardinale Lucido Maria Parocchi
- Papa Pio X
- Papa Benedetto XV
- Cardinale Willem Marinus van Rossum, C.SS.R.
- Vescovo Johannes Michael Buckx, S.C.I.